# Zweefbrug van Marseille
De Zweefbrug van Marseille (in Frans: Pont transbordeur de Marseille) was een zweefbrug in het zuiden van Frankrijk. Het lag over de toegang tot de oude haven van Marseille bij de forten Saint-Jean en Saint Nicolas. De zweefbrug werd in 1905 gebouwd en heeft bijna 40 jaar dienst gedaan. In 1944 werd het door het terugtrekkende Duitse leger opgeblazen en het jaar erna werden de restanten gesloopt.

## Geschiedenis
Ferdinand Arnodin zag de verkeersproblematiek in de oude haven van Marseille. Om de congestie op te lossen deed hij in juni 1899 een voorstel voor de bouw van een zweefbrug. In 1902 kreeg hij toestemming voor de bouw hiervan. In ruil voor zijn investering project kreeg hij een concessie om de brug gedurende 75 jaar te exploiteren. De bouw duurde 19 maanden en op 15 december 1905 werd de brug officieel in gebruik genomen.
Op beide oevers van de haventoegang werd een stevige fundering aangelegd waarop ijzeren pijlers van vakwerk verrezen. De maximale hoogte van de pijlers was 86,6 meter en de afstand tussen de pijlers was 165 meter. Aan de binnenzijde van de pijlers waren trappen geïnstalleerd die de bezoekers toegang gaven tot de horizontale liggers, hier waren twee loopbruggen om van de kant naar de andere kant te lopen.
Boven op deze staande pijlers kwamen twee horizontale liggers die de hele haventoegang overbrugden. In het midden werden de twee delen stevig aan elkaar bevestigd. Deze ligger lag aan de onderkant op 52 meter boven de waterspiegel en was in totaal 239 meter lang. De horizontale liggers staken buiten de pijlers uit en hieraan werden zware kabels bevestigd die aan de grond werden verankerd en dit diende als contragewicht.
De gondel werd met zware kabels aan de ligger vastgemaakt en was verrijdbaar. Elektromotoren zorgden voor de aandrijving. De duur hiervan was 90 seconden en bij sterke wind duurde het een minuut langer. De gondel was zo'n 10 meter lang en 12 meter breed. Er was een afgescheiden ruimte voor de voetgangers en in het midden kwamen de paarden met karren. Het toegestane gewicht voor de gondel was 36 ton of maximaal 300 personen. Door deze speciale constructie werd het scheepvaartverkeer in en uit de haven minimaal gehinderd.
Op 22 augustus 1944 blies het Duitse leger de brug op om de haven te versperren tijdens de Slag om Marseille. De Duitsers slaagden hierin gedeeltelijk want alleen de noordelijke pijler viel in het water. De rest werd op 1 september 1945 opgeblazen. In maart 1947 werden de opruimwerkzaamheden voltooid, firma Oxy-Coupage, de sloper, had 1180 ton schroot afgevoerd.

## Galerij

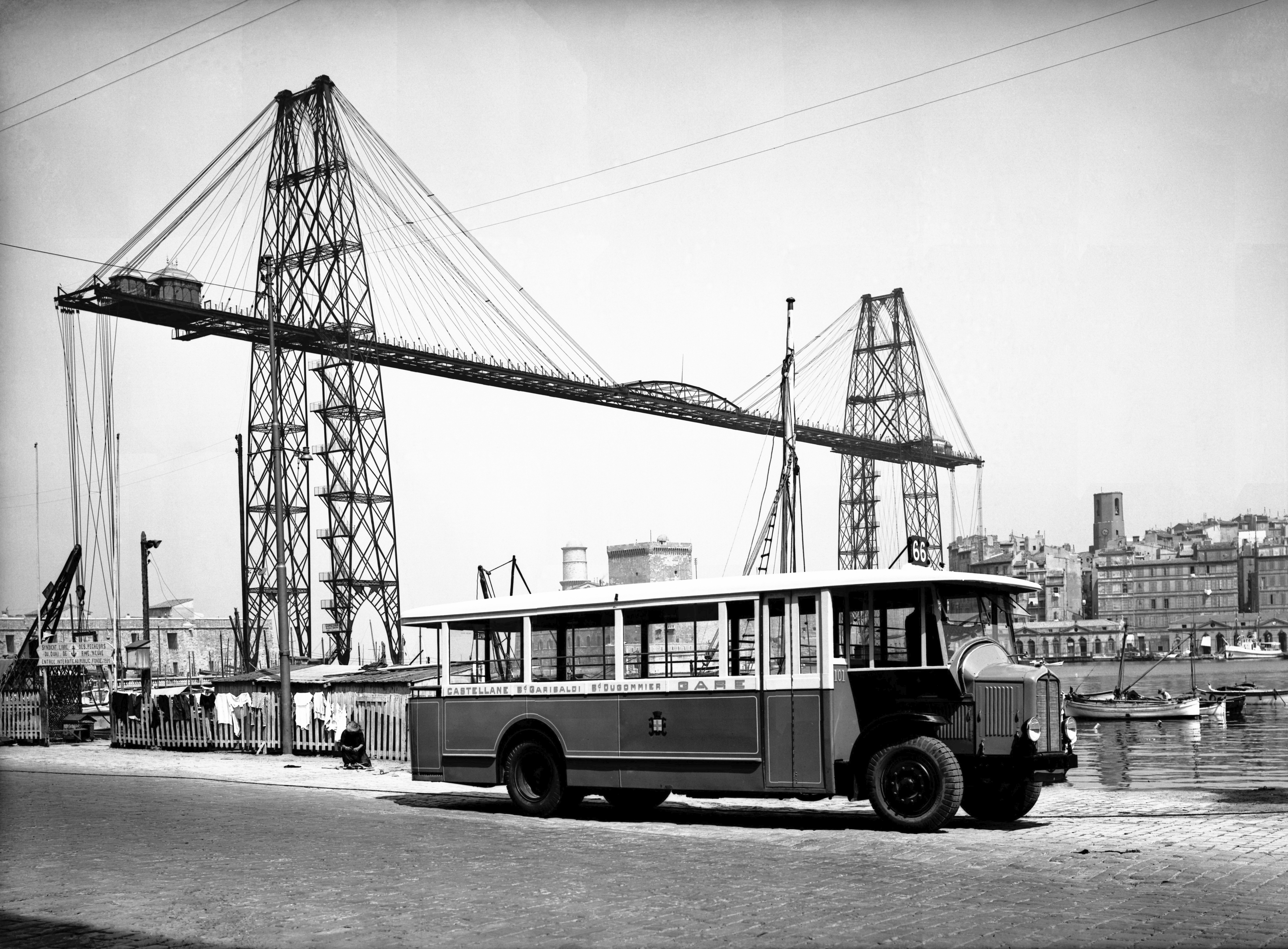
De zweefbrug
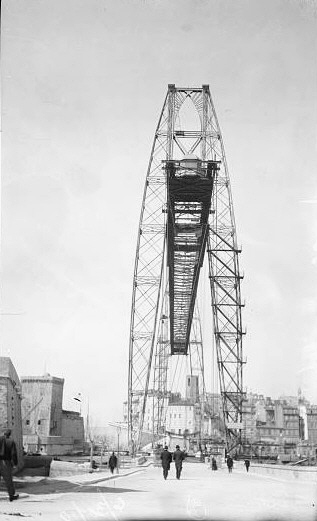
Zicht onder de brug
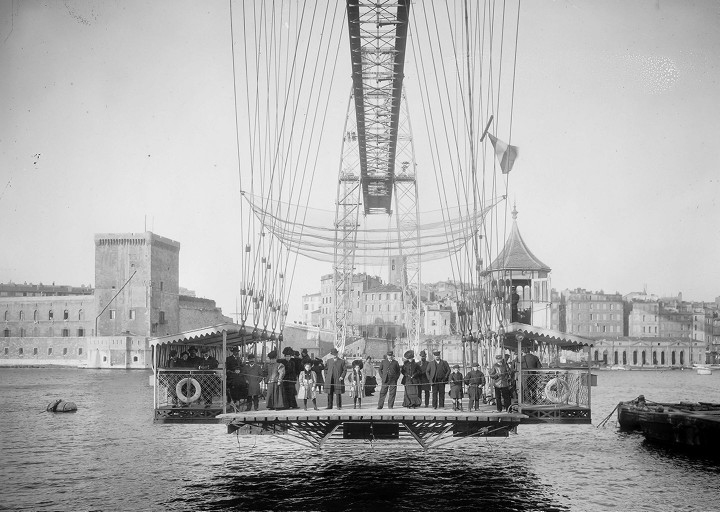
De gondel
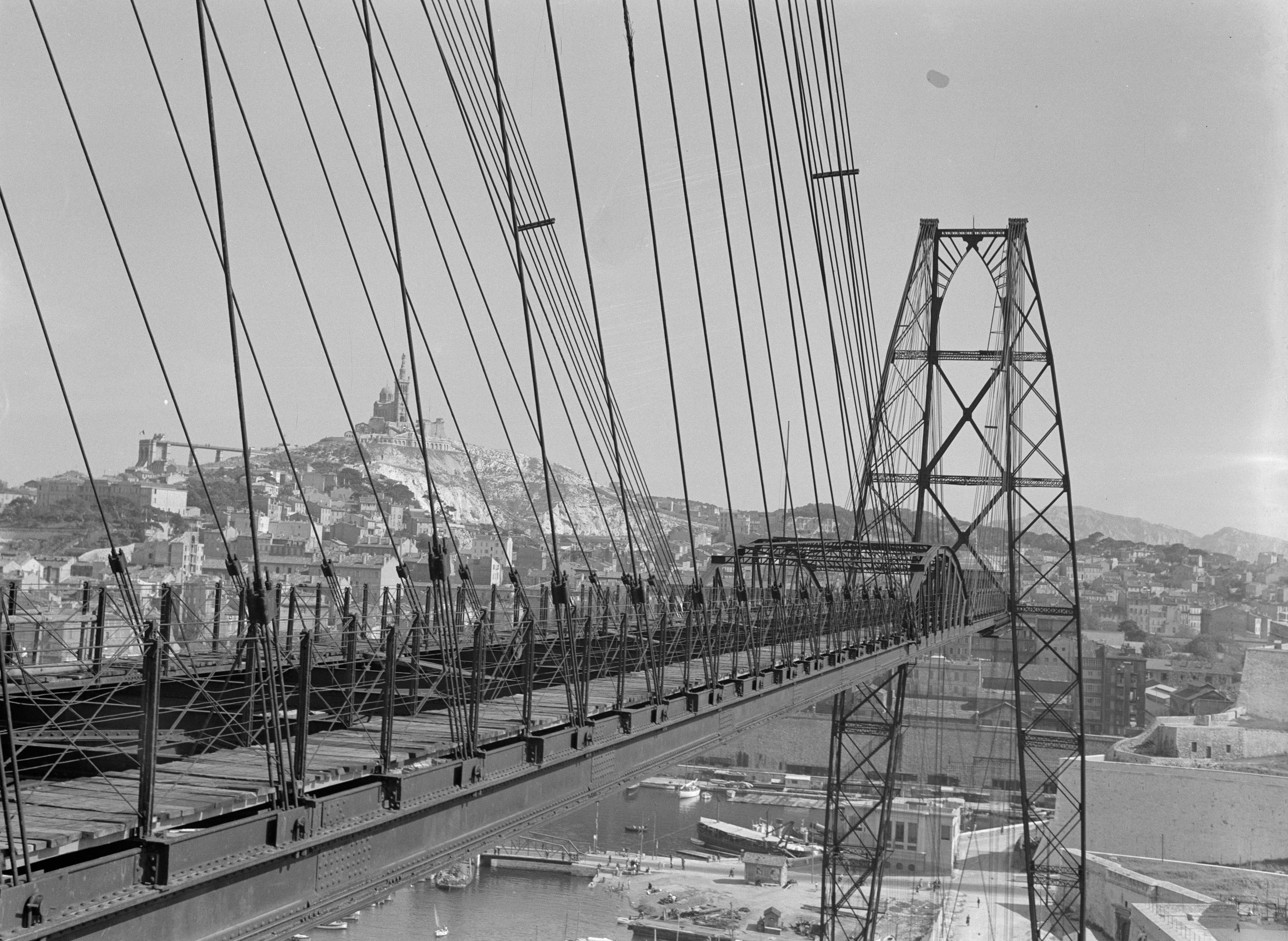
Zicht op ligger

## Naslagwerk
- (fr)  Le pont transbordeur et la vision moderniste. Boek uitgegeven bij een expositie over Marseille in 1991-1992 door Musée Cantini ISBN 9782711824885